# Destino de un capricho
Destino de un capricho es una película argentina estrenada el  31 de agosto de 1972, dirigida por Leo Fleider y guionada por Abel Santa Cruz. Tuvo como protagonistas principales al cantante Sandro, a la primera actriz Eva Franco y a la Miss Argentina Mirta Massa.

## Sinopsis
Daniel (Sandro) es un joven estudiante de medicina. Vive en una pensión estudiantil llamada "La estrella" junto a un grupo de amigos estudiantes como él. Daniel va a intentar que su madre se reconcilie con su abuela.

## Producción
El filme, que fue encabezado por Sandro, fue realizado en los primeros meses del año, por lo que alternó la filmación en los Estudios San Miguel con los recitales de Carnaval que venía haciendo, y las presentaciones en festivales.
Según dijo Eva Franco en un libro "Fue un buen filme dentro del estilo impuesto por la producción". La película tuvo mucho éxito debido más que nada a la ya conocida popularidad del cantante.

## Banda sonora
Durante el trayecto del film aparecen temas como:
- Dame el fuego de tu amor.
- Otra como tú.
- Dos Solitarios.
- Tu espalda y tu cabello.
- Fue en Jerusalén.
- Así.
- Amarte es mi castigo.
- Lejana tierra mía.

## Elenco
- Sandro como Daniel Mariño.
- Eva Franco como  Doña Valentina Gómez Grau
- Mirta Massa como Matilde
- Cristina Alberó como Esther.
- Cristina Lemercier como María.
- Guillermo Battaglia como Doctor Barboa.
- Alberto Fernández de Rosa como José Garófalo.
- Walter Kliche como Ramiro.
- José María Pedroza como el mayordomo.
- Elena Forte como Liocadia.
- Esteban Serrador como Sr. Mariño.
- Virginia Romay como la Mamá de Esther.
- Herminia Franco como Pilar Gómez Grau.
- Leónidas Brandi
- Marilú Brajer
- Marta Rosenberg
- Ernesto Cáceres
- Ricardo Quinteros
- Diana Escobar
- Natasha Holmman
- Noemí Stefanello
- Dora Isabel Savanes
- Cristina Armentano
- Diana Monti
- José María Pomares
- Mariano Guillot
- Orlando Hebert
- Hugo Lescano Jr.
- Horacio Dalli[4]